# Каслман (Онтарио)
Каслман (енгл. Casselman) је село у Канади у покрајини Онтарио. Према резултатима пописа 2011. у селу је живело 3.626 становника.

## Становништво
Према резултатима пописа становништва из 2011. у граду је живело 3.626 становника, што је за 10,7% више у односу на попис из 2006. када је регистровано 3.275 житеља.
| 2006. | 2011. |
| ----- | ----- |
| 3.275 | 3.626 |